# Danmark i olympiska vinterspelen 1994
Danmark deltog i olympiska vinterspelen 1994. Truppen bestod av fyra idrottare varav alla var män. 

## Resultat

### Alpin skidåkning
- Storslalom herrar
  - Johnny Albertsen - ?

### Längdskidor
- 10 km herrar
  - Ebbe Hartz - 64
  - Michael Binzer - 66
- 30 km herrar
  - Michael Binzer - 47
  - Ebbe Hartz - 66
- 50 km herrar
  - Ebbe Hartz - 57
- 10+15 km herrar
  - Michael Binzer - 50
  - Ebbe Hartz - 61

### Konståkning
- Singel herrar
  - Michael Tyllesen - 13